# Candice Breitz
Candice Breitz (Johannesburg, 1972) è un'artista sudafricana.
Insegna arti visive all'Università delle arti di Braunschweig dal 2007. Vive e lavora a Berlino.

## Educazione
Nel 1993 Candice Breitz si laurea presso la University of the Witwatersrand (Johannesburg), due anni dopo consegue un primo master in storia dell'arte presso l'Università di Chicago (Chicago) ed un secondo, nel 1997, presso la Columbia University (New York). Oltre a questi titoli di studio Breitz partecipa al programma di studio indipendente del Whitney Museum of American Arts (New York).

## Metodologia
All'inizio della sua carriera da artista Candice Breitz si concentra sulla fotografia. Appropriandosi di immagini pubblicitarie, le inserisce all'interno delle sue opere manipolandole con la tecnica del collage. Nel suo lavoro l'immagine del corpo umano viene talvolta rimpiazzata da macchie bianche, o ricostruita attraverso frammenti di altre immagini. Candice Breitz utilizza il collage anche nelle sue installazioni video. In "Babel Series" (2000) alcuni idoli della musica ripetono la stessa sillaba in continuazione, finendo per ricreare un frammento di una canzone di Madonna. "Babel Series" si trova al New Museum of Contemporary Art di New York.

Riguardo al suo lavoro l'artista dichiara:
"Sono interessata a sviluppare l'opera come un catalizzatore, un dispositivo che congeli momentaneamente le problematiche di produzione di significato e le renda strane. Il mio lavoro non mira a censurare i desideri ispirati dal prodotto commerciale (sia esso un articolo di moda all'ultimo grido o un "paginone centrale" stampato alla buona), ma a rimetterli in scena per spiegarne la logica e, in alcuni casi, spostarne il confine."

## Mostre
- 2010

Culture(s) of Copy - Edith-Ruß-Haus für Medienkunst (Oldenburg, Germany)

Contemporary Outlook: Seeing Songs - Museum of Fine Arts (Boston, USA)

Dada South? - Iziko South African National Gallery (Cape Town, South Africa)

Espoo Museum of Modern Art (Espoo, Finland)

Kunsthaus Bregenz (Austria)

I Love You - ARoS Aarhus Kunstmuseum (Arhus, Denmark)

1910-2010: From Pierneef to Gugulective - Iziko South African National Gallery (Cape Town, South Africa)

The Flower of May - Gwangju Museum of Art (Gwangju, Korea)

In Context - Arts on Main (Johannesburg, South Africa)

Candice Breitz: HER - Karen Blixen Museum (Rungsted Kyst, Denmark)

Culture(s) of Copy - Goethe Institut (Hong Kong, China)
- 2009

Yvon Lambert Gallery (New York)

The Power Plant (Toronto)

SF Museum of Modern Art (San Francisco)

Göteborg International Biennial for Contemporary Art (Göteborg, Sweden)
- 2008

Louisiana Museum of Modern Art (Humlebaek)

Collection Lambert en Avignon (Avignon)

Musée d'Art Moderne Grand-Duc Jean (Luxembourg)

Temporäre Kunsthalle Berlin (Berlin)
- 2007

MUSAC Museo de Arte Contemporáneo de Castilla y León (León)

White Cube (London)

Prix International d'Art Contemporain 2007 (Monaco)

Vox Contemporary Image (Montreal)
- 2006

Konstmuseum Uppsala (Uppsala)

Baltic Centre for Contemporary Art (Gateshead)

Hellenic American Union (Athens)

Kukje Gallery (Seoul)

Bawag Foundation (Vienna)